# Конёво (Архангельская область)
Конёво (второе название Конёвское) — село в Плесецком районе Архангельской области. Административный центр муниципального образования «Конёвское».

## География
Конёво расположено на правом берегу реки Онеги, вытянуто на 5 километров параллельно реке.

## История
В 1555/1556 году в составе Устьмошского стана Каргопольского уезда упоминается местность Конёво: 
С мельницы в Устьмошской волости на Коневе у порогов на ручью против Онеги у Митки у Павлова из Лукьяновские деревни оброку 10 денег...
.
С 1765 года здесь проходил почтовый тракт Архангельск — Санкт-Петербург. 
В 1929 году в составе Няндомского округа Северного края был образован Приозёрный район. Центром Приозёрного района было село Конёво. В 1963 году Приозёрный район был упразднён, а село вошло в состав Каргопольского сельского района. С 1965 года — в составе Плесецкого района.
С 2006 года является центром Конёвского сельского поселения.

## Население
| 1959 | 2002  | 2010  | 2012  |
| ---- | ----- | ----- | ----- |
| 3046 | ↗3068 | ↘2838 | ↗3135 |

С начала 1990-х годов численность населения постоянно сокращается из-за массового отъезда молодёжи.

## Социальная сфера
В селе действует средняя школа, детский сад «Колосок» и 2 библиотеки — центральная и школьная. Также в селе есть собственный Дом Культуры в котором созданы: народный хор, ансамбли «Рассыпушки» и «Колокольчик», фольклорный коллектив «Шаркунок» — постоянные участники фестиваля «Жемчужина Севера» и нередко выезжают на гастроли по области.

## Экономика
В Конёве проходит традиционная «Покровская ярмарка». Во время ярмарки можно увидеть выставку изделий традиционных северных ремёсел, конкурс «Покровская красавица», соревнования мастеров малых архитектурных форм, выступления скоморохов, концерты профессиональных и самодеятельных коллективов и исполнителей, народные гулянья. Для желающих перенять опыт умельцев работают мастер-классы, а для тех, кто хочет познакомиться с историей села, с местными обычаями и традициями, открывает двери краеведческий музей основанный Сидоровым В. Е.
В селе Конёво в 2001 году был создан первый в Плесецком районе ТОС
Транспортное сообщение с остальным миром осуществляется с помощью автотранспорта и плавсредств. Рядом с селом проходит автодорога Брин-Наволок — Каргополь.

## Радио
- 69,98 Радио России / Радио Поморье (молчит)
- 103,0 Радио России / Радио Поморье

## Достопримечательности
Главными достопримечательностями села является православная часовня XVIII века, которая была отреставрирована в первой половине 1980-х годов и Храм Святого Покрова.

## Топографические карты
- Лист карты P-37-XV,XVI Конево. Масштаб: 1 : 200 000. Указать дату выпуска/состояния местности.
- Лист карты P-37-67,68 Конёво. Масштаб: 1 : 100 000. Указать дату выпуска/состояния местности.
- Конёво на карте Wikimapia